# Дорнени (Плопана)
Дорнени (рум. Dorneni) насеље је у Румунији у округу Бакау у општини Плопана. Oпштина се налази на надморској висини од 234 m.

## Становништво
Према подацима из 2002. године у насељу је живело 40 становника, од којих су сви румунске националности.